# Instituto Brasileiro de Psicologia da Saúde
Situado em Porto Alegre/RS, o Instituto Brasileiro de Psicologia da Saúde, é uma instituição fundada em 2008 por psicólogos que atuam na área da Psicologia da Saúde e suas interfaces, há mais de 10 anos. As atividades desenvolvidas pelo Instituto contemplam a clínica psicoterapêutica, a pesquisa científica e a capacitação de profissionais da área da saúde.
A história do Instituto Brasileiro de Psicologia da Saúde começou quando a doutora Marisa Müller iniciou as atividades de Psicologia Clínica no Ambulatório de Dermatologia Sanitária de Porto Alegre. A então coleta de dados para pesquisa de doutorado possibilitou a abertura da primeira residência em Psicologia em Saúde Coletiva do Brasil. Iniciava-se ali, também, um trabalho pioneiro a nível nacional de uma psicoterapia breve voltada a pacientes dermatológicos: a Psicodermatologia.
Este trabalho teve sua continuidade junto ao Programa de Pós-Graduação em Psicologia da PUCRS, no qual iniciou-se a produção científica em grande escala, incluindo o lançamento do livro “Psicossomática: uma visão simbólica do vitiligo”. Consolidava-se o primeiro Grupo de Pesquisa em Psicologia da Saúde do sul do Brasil.
Foi neste período que a Psicodermatologia e a Psicologia da Saúde passou a ter um maior espaço e reconhecimento da comunidade científica. Paralelamente, evidenciavam-se os benefícios aos pacientes e também comprovava-se a eficácia das técnicas utilizadas por este grupo de psicólogos: relaxamento, visualização e a visão da doença como um símbolo, em trabalho paralelo ao tratamento médico.
Em 2008, este grupo de profissionais que vinha desenvolvendo suas atividades clínicas e acadêmicas dentro da Psicologia da Saúde, reuniu-se para fundar o IBPS.
Site do Instituto Brasileiro de Psicologia da Saúde